# Yun Sung-bin
Yun Sung-bin (Jinju, 23 maggio 1994) è uno skeletonista sudcoreano, campione olimpico a Pyeongchang 2018 e vincitore della Coppa del Mondo nel 2017/18, primo atleta asiatico (considerando l'intero territorio russo come una nazione europea) ad affermarsi ai vertici di questo sport.

## Biografia
Iniziò a gareggiare nel 2012 per la squadra nazionale sudcoreana partecipando per le prime due stagioni alla Coppa Intercontinentale e alla Coppa Nordamericana, due circuiti minori organizzati dalla IBSF.

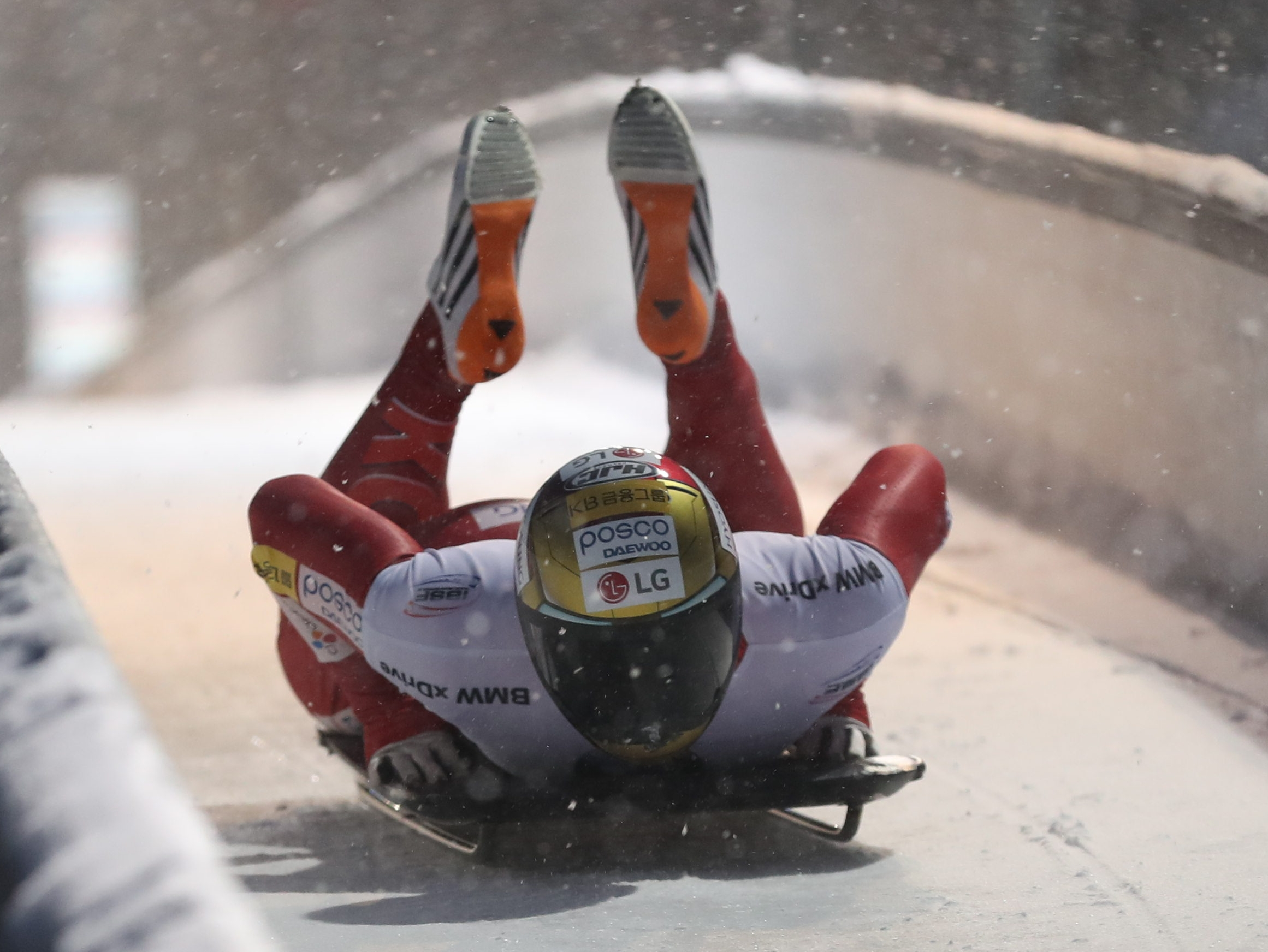
Yun Sung-bin in gara ad Altenberg nel 2019

Debuttò in Coppa del Mondo nel 2014-15, il 12 dicembre 2014 a Lake Placid dove fu squalificato al termine della gara, ottenne il suo primo podio nel week-end successivo, il 19 dicembre 2014 a Calgary (3º) e la sua prima vittoria il 5 febbraio 2016 a Saint Moritz diventando così il primo atleta del suo paese a trionfare in una gara di Coppa. Ha trionfato in classifica generale nel 2017-18 con una gara di anticipo, vincendo cinque corse e giungendo per due volte secondo e soprattutto spodestando il lettone Martins Dukurs, vincitore delle precedenti otto edizioni della Coppa.

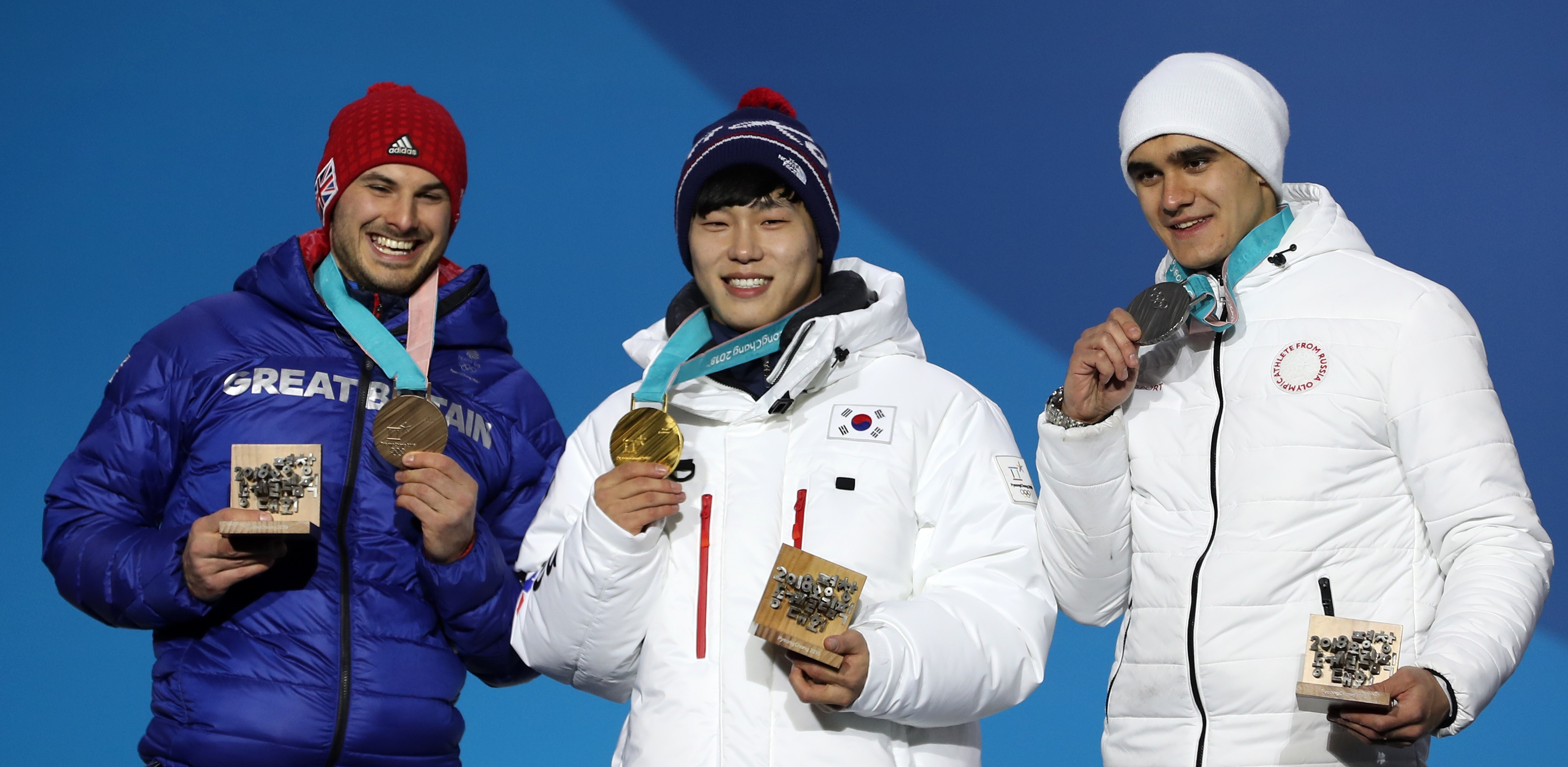
Yun Sung-bin (al centro), medaglia d'oro a, con Nikita Tregubov (argento, a destra) e Dom Parsons (bronzo)

Prese parte, ancor prima di debuttare in Coppa del Mondo, ai Giochi olimpici invernali di Soči 2014 dove si piazzò sedicesimo. Quattro anni dopo, alle Olimpiadi casalinghe di Pyeongchang 2018, vinse la medaglia d'oro stabilendo il miglior tempo in tutte e quattro le discese.
Ha partecipato altresì a due edizioni dei campionati mondiali. Nel dettaglio i suoi risultati nelle prove iridate sono stati, nel singolo: ottavo a Winterberg 2015, medaglia d'argento a Igls 2016, medaglia di bronzo a Whistler 2019, sesto ad Altenberg 2020 e diciassettesimo ad Altenberg 2021. Con l'argento vinto a Sankt Moritz 2016, Yun Sung-bin divenne il primo atleta sudcoreano a vincere una medaglia mondiale nello skeleton.

## Palmarès

### Olimpiadi
- 1 medaglia:
  - 1 oro (singolo a Pyeongchang 2018).

### Mondiali
- 2 medaglie:
  - 1 argento (singolo ad Igls 2016);
  - 1 bronzo (singolo a Whistler 2019).

### Coppa del Mondo
- Vincitore della classifica generale nel 2017/18.
- 35 podi (tutti nel singolo):
  - 9 vittorie;
  - 14 secondi posti;
  - 12 terzi posti.

#### Coppa del Mondo - vittorie
| Data             | Luogo        | Paese       | Disciplina |
| ---------------- | ------------ | ----------- | ---------- |
| 5 febbraio 2016  | Sankt Moritz | Svizzera    | singolo    |
| 3 dicembre 2016  | Whistler     | Canada      | singolo    |
| 18 novembre 2017 | Park City    | Stati Uniti | singolo    |
| 25 novembre 2017 | Whistler     | Canada      | singolo    |
| 8 dicembre 2017  | Winterberg   | Germania    | singolo    |
| 5 gennaio 2018   | Altenberg    | Germania    | singolo    |
| 12 gennaio 2018  | Sankt Moritz | Svizzera    | singolo    |
| 25 gennaio 2019  | Sankt Moritz | Svizzera    | singolo    |
| 5 gennaio 2020   | Winterberg   | Germania    | singolo    |

### Circuiti minori

#### Coppa Intercontinentale
- Miglior piazzamento in classifica generale nel singolo: 5º nel 2013/14;
- 5 podi (tutti nel singolo):
  - 1 vittoria;
  - 4 secondi posti.

#### Coppa Nordamericana
- Miglior piazzamento in classifica generale nel singolo: 4º nel 2013/14;
- 3 podi (tutti nel singolo):
  - 1 secondo posto;
  - 2 terzi posti.